# Parapsyche almota
Parapsyche almota là một loài Trichoptera trong họ Hydropsychidae. Chúng phân bố ở miền Tân bắc.